# Palazzo Avati
Palazzo Avati è un edificio di Polistena, situato all'angolo fra via Croce e via Vittorio Veneto, di fronte piazza del Popolo. Attualmente è sede di filiale della Banca Monte dei Paschi di Siena e di altri uffici.

## Storia
Subito dopo il terremoto del 1783, che distrusse la città di Polistena, il marchese Vincenzo Avati, discendente da una famiglia spagnola, e la famiglia dei Milano decisero di ricostruire la città sulla collina antistante al luogo in cui si ergeva l'antica Polistena. Fu, in questa zona denominata Evoli, che vennero ricostruiti i primi edifici come per esempio la chiesa matrice, il palazzo dei Milano e il palazzo Sigillò.
Fu nel 1785 che iniziarono i lavori per il palazzo Avati con i mattoni provenienti dalle città vicine di Anoia, Maropati e Galatro. I lavori terminarono nel 1790 e diedero alla luce una struttura di tre piani.
Nel 1908 il terzo piano venne demolito e sostituito da un tetto dando all'edificio l'aspetto che presenta tutt'oggi.
Fino al 1988 il palazzo è stato abitato dalla famiglia Avati, che poi lo vendette alla Banca Popolare di Polistena Soc. Coop. A.r.l.; in seguito la Banca Popolare di Polistena si è trasformata in Banca Regionale Calabrese ed è stata acquistata dalla Banca Antoniana Popolare Veneta. Attualmente il palazzo è di proprietà della società Il Marchese s.r.l.
Negli anni novanta la struttura dell'edificio, che è in muratura ordinaria, è stata rinforzata durante la ristrutturazione, sempre durante questa ristrutturazione sono state aggiunte nuove scale ed ascensori nelle due ali laterali e un caveau sotterraneo.
Nel 2008 la Banca Antoniana ha accorpato la sua filiale in una sola ala mentre l'altra è stata adibita ad uffici. Oggi l'ala di via Orefici è occupata dalla filiale della Banca Monte dei Paschi di Siena.

## Struttura
Dall'unico accesso, quello centrale, si accede a un portico a cupole che divide l'edificio in due distinte ali; dal porticato si accede anche all'ampio giardino di circa 1.120 m². Va ricordata anche la presenza di una cappella con annesso campanile del 1770.

### Piano interrato
Originariamente, prima della vendita alla banca, il piano interrato era destinato alla sicurezza. Oggi nel piano interrato troviamo il caveau, realizzato negli anni 90, un locale per operazioni riguardanti il caveau e alcuni depositi.

### Piano terra
Prima della vendita alla Banca, al piano terrea, nell'ala centrale, si trovavano le cisterne per contenere l'olio di oliva prodotto dall'Azienda Agricola del Marchese Avati, ai lati dell'ingresso che conduce anche al giardino vi erano due uffici, che ospitavano la direzione dell'azienda, e altre due stanze più grandi, una su ogni lato, di forma quadrata che contenevano i prodotti agricoli pronti per essere commercializzati. L'ala di via Orefice, che ospitava le scale per il piano superiore, ospitava numerosi garage e depositi e l'ala di via Croce ospitava invece, oltre alla scala di accesso ai piani superiori, le cucine e le stanze nella quale viveva la servitù.
Oggi, al piano terra, nell'ala di via Orefice, troviamo una sala d'attesa per il pubblico e uno sportello nel quale posso lavorare quattro operatori, sempre su questo piano troviamo le scale e l'ascensore che conducono al piano superiore e al caveau sotterraneo. Ricordiamo anche al presenza degli uffici della direzione della Banca. Sempre al piano terra troviamo la centrale dell'Enel e quella per la climatizzazione e pompaggio dell'acqua. Nell'ala di via Croce troviamo invece una grande sala di ricevimento, un'altra sala d'attesa per il pubblico, nove stanze destinate ad uffici e le scale e l'ascensore che portano al piano superiore e a quello sotterraneo.

### Primo piano
Prima della vendita alla Banca, al primo piano, nell'ala centrale sorgevano le sale di ricevimento e di festa del marchese. L'ala di via Orefice ospitava invece le stanze e i bagni destinati agli ospiti e l'ala di via Croce le stanze e i bagni nei quali soggiornava il marchese.
Oggi, al primo piano, nell'ala di via Orefice troviamo due grandi sale destinate ad archivi della filiale della Banca, mentre nell'ala di via Croce troviamo due semplici vani.

### Secondo piano
Sul secondo piano non si sa molto, esso era infatti previsto nel progetto originario, ed era stato anche costruito come testimoniano al cune foto degli inizi del 1900, tuttavia nel 1908 esso venne demolito in quanto si è bruciato, sostituito da un semplice tetto.

### Giardino
Il palazzo ospita un ampio giardino di circa 1.120 m². Al giardino si può accedere o dall'ingresso centrale o da un cancello su via Croce all'altezza dell'incrocio con via San Francesco d'Assisi. Il giardino ricco di specie pregiate ed esotiche è cinto da un alto muro, ed ospita al suo interno un pergolato in legno sostenuto da alcune colonne in pietra. Sempre nel giardino è presente una riproduzione in bronzo della Fortuna di Giuseppe Renda, la cui vera opera è situata all'interno del palazzo.

## Architettura
Per ciò che riguarda la facciata, quella principale che affaccia su piazza del Popolo presenta caratteristiche tipiche del 1700, mentre le facciate su via Croce e via Orefice sono semplici e lineari.
Proprio nella facciata di piazza del Popolo ricordiamo il portale d'ingresso, composto da uno arco a tutto sesto decorato con pietre lavorate a punta o a ricciolo. La chiave di volta è invece una raffigurazione antropomorfa realizzata dai fratelli Rovere che hanno realizzato anche i capitelli sotto i balconi.
All'interno i pavimenti sono, al piano terra in marmo mentre al primo piano sono di legno di rovere sistemato a lisca di pesce, in altre zone invece sono in ceramica di primissima qualità, le scale sono invece in marmo.
Sempre all'interno del palazzo si possono ammirare varie opere in gesso di Giuseppe Renda tra le quali ricordiamo soprattutto La Fortuna ma anche Ondina e La prima bellezza. Come già detto in giardino si trova anche una copia in bronzo della Fortuna.